# Епес, Лусия
Лусия Ямилет Епес Гусман (исп. Lucía Yamileth Yépez Guzman; род. 18 февраля 2001, Mocache, Лос-Риос) — эквадорская женщина-борец вольного стиля, серебряный призёр летних Олимпийских игр 2024 года, призёр чемпионата мира 2023 года, участница Олимпийских игр в Токио.

## Карьера
В сентябре 2017 года в греческих Афинах стала бронзовым призёром чемпионата мира среди юношей. В мае 2021 года в Софии на мировом олимпийском отборочный турнире, завоевала лицензию на Олимпийские игры в Токио. В августе 2021 года на Олимпиаде в схватке на стадии 1/8 финала одолела Валентину Исламову из Казахстана (9:6), в поединке 1/4 финала уступила японке Юи Сусаки (0:10), так как Сусаки вышла в финал, получила шанс побороться за бронзу, однако на утешительную схватку против Цогт-Очирын Намуунцэцэг из Монголии не вышла, и заняла итоговое 8 место.

## Достижения
- Панамериканский чемпионат по борьбе среди кадетов 2016 — ;
- Панамериканский чемпионат по борьбе U15 2016 — ;
- Панамериканский чемпионат по борьбе среди кадетов 2017 — ;
- Чемпионат мира по борьбе среди юниоров 2017 — ;
- Панамериканский чемпионат по борьбе среди кадетов 2018 — ;
- Олимпийские игры 2020 — 8;
- Чемпионат мира по борьбе среди спортсменов до 23 лет 2021 — ;
- Панамериканский чемпионат по борьбе 2022 — ;
- Панамериканский чемпионат по борьбе 2023 — ;
- Панамериканский чемпионат по борьбе 2024 — ;